# Mlînove, Ratne
Mlînove (în ucraineană Млинове) este localitatea de reședință a comunei Mlînove din raionul Ratne, regiunea Volînia, Ucraina.

## Demografie
Componența lingvistică a localității Mlînove
     Ucraineană (99,02%)
     Alte limbi (0,98%)
Conform recensământului din 2001, majoritatea populației localității Mlînove era vorbitoare de ucraineană (99,02%), existând în minoritate și vorbitori de alte limbi.